# 79-я стрелковая дивизия
79-я стрелковая дивизия — общевойсковое формирование (соединение, стрелковая дивизия) РККА в Советско-японской войне.

## История
Сформирована 17 августа 1938 года как Сахалинская стрелковая дивизия приказом по ОКДВА. В январе 1939 года переименована в 79-ю горнострелковую дивизию. В 1940 году переформирована в 79-ю стрелковую дивизию.
В период Великой Отечественной войны дислоцировалась на северной (советской) части острова Сахалин.
В действующей армии в период советско-японской войны с 9 августа по 3 сентября 1945 года. Перед наступлением соединение было сосредоточено против Котонского (Харамитогского) укреплённого района японцев.
Формирование с 9 августа 1945 года в составе 56-го стрелкового корпуса 16-й армии Дальневосточного фронта принимало участие в Южно-Сахалинской наступательной операции.
16 августа 1945 года 79-я сд перешла в наступление на населённый пункт Котон была в первом эшелоне наступающих войск. Её поддерживали бригада танков и артиллерия. 20 августа укреплённый район был взят и путь к освобождению Южного Сахалина был открыт.
17 мая 1957 года переформирована в 79-ю мотострелковую дивизию. Дислоцировалась дивизия в Леонидово (Сахалин) в составе 15-й армии Дальневосточного военного округа.
79-я мотострелковая дивизия в конце 1980-х гг. дислоцировалась на Сахалине в Дальневосточном военном округе в составе 51-й общевойсковой армии.

## Награды дивизии
- 14 сентября 1945 года — почётное наименование «Сахалинская» — присвоено приказом Верховного Главнокомандующего № 0159 от 14 сентября 1945 года за отличие в боях по освобождению южной части острова Сахалина.
- 22 февраля 1968 года-  Орден Красного Знамени- награждена указом Президиума Верховоного Совета СССР от 22 февраля 1968 года за большие успехи в боевой подготовке.

Награды частей дивизии:
- 157-й стрелковый ордена Красной Звезды[3] полк;
- 165-й стрелковый ордена Красной Звезды[3] полк;
- 179-й стрелковый Краснознамённый[3] полк
- 284-й артиллерийский ордена Красной Звезды[3]полк

## Состав
| - управление - 157-й стрелковый полк; - 165-й стрелковый полк; - 179-й стрелковый полк; - 644-я дивизионная артиллерийская бригада; - 284-й артиллерийский полк; - 487-й гаубичный артиллерийский полк; - 360-й отдельный танковый батальон; - 163-й отдельный истребительно-противотанковый дивизион; - 251-й отдельный зенитный артиллерийский дивизион II формирование (или ошибка в перечне); - 788-й миномётный дивизион; - 9-й разведывательный батальон; - 43-й сапёрный батальон; - 931-й отдельный батальон связи (187-й отдельный батальон связи, 134-я отдельная рота связи); - 211-й медико-санитарный батальон; - 192-я отдельная рота химической защиты; - 808-я автотранспортная рота (180-я автотранспортная рота, 376-й автотранспортный батальон); - 138-я ремонтно-восстановительная рота; - 121-я полевая хлебопекарня; - 79-й полевой подвижной госпиталь; - 177-й дивизионный ветеринарный лазарет; - 32-й дивизионная артиллерийская мастерская; - 58-я полевая почтовая станция; - 1043-я полевая касса Госбанка. | - управление - 157-й мотострелковый полк (с. Гастелло); - 398-й мотострелковый полк (с. Победино); - 396-й мотострелковый полк (с. Леонидово); - 284-й артиллерийский полк (с. Леонидово); - 1224-й зенитно-ракетный полк (с. Победино); - 98-й отдельный танковый батальон (с. Леонидово); - 124-й отдельный ракетный дивизион (с. Леонидово); - отдельный разведывательный батальон (с. Леонидово); - 1489-й отдельный батальон материального обеспечения (с. Леонидово); - отдельный ремонтно-восстановительный батальон (с. Леонидово); - отдельный инженерно-сапёрный батальон (с. Леонидово); - 931-й отдельный батальон связи (с. Леонидово); - отдельный медицинский батальон (с. Гастелло); - отдельная рота химической защиты (с. Леонидово); - ОВКР (с. Леонидово). |

## В составе
| Дата                             | Фронт (округ)             | Армия      | Корпус (группа)          | Примечания               |
| -------------------------------- | ------------------------- | ---------- | ------------------------ | ------------------------ |
| с 01.07.1941 г. по 01.06.1943 г. | Дальневосточный фронт     | —          | Особый стрелковый корпус | фронтового подчинения    |
| с 01.08.1943 г. по 01.12.1944 г. | Дальневосточный фронт     | 16-я армия | 56-й стрелковый корпус   | —                        |
| 01.01.1945 г.                    | Дальневосточный фронт     | 16-я армия | 56-й стрелковый корпус   | Северная группа войск ДФ |
| с 01.02.1945 г. по 01.07.1945 г. | Дальневосточный фронт     | 16-я армия | 56-й стрелковый корпус   | —                        |
| с 01.08.1945 г. по 01.09.1945 г. | 2-й Дальневосточный фронт | 16-я армия | 56-й стрелковый корпус   | —                        |

## Полное наименование дивизии
Полное действительное наименование — 79-я стрелковая Сахалинская Краснознамённая дивизия.

## Командир (период)
- Макаренко, Иван Алексеевич (27.01.1939 — 14.05.1942), комбриг, с 04.06.1940 генерал-майор;
- Максимов, Александр Михайлович (15.05.1942 — 27.06.1942), генерал-майор;
- Батуров, Иван Павлович (28.06.1942 — 00.02.1946), полковник, с 16.10.1943 генерал-майор;
- Грачёв, Михаил Васильевич (00.02.1946 — 00.04.1948), полковник;
- Морозов, Василий Иванович (00.04.1948 — 12.04.1952), генерал-майор;
- Гришин, Пётр Тихонович (12.04.1952 — 04.01.1955), полковник;
- Амбарян, Хачик Минасович (04.01.1955 — 03.12.1957), полковник, с 27.08.1957 генерал-майор;
- Горшенин, Пётр Филиппович (03.12.1957 — 06.08.1962), полковник, с 7.05.1960 генерал-майор;
- Гижицкий, Степан Тимофеевич (06.08.1962 — 28.03.1966), полковник, с 13.04.1964 генерал-майор;
- Полохов, Михаил Петрович (28.03.1966 — 18.02.1969), полковник, с 25.10.1967 генерал-майор;
- Голубь, Фёдор Петрович (? — 11.09.1974), полковник, с 04.11.1973 генерал-майор;
- Гольдин, Виталий Аркадьевич (11.09.1974 — ?), полковник, с 28.10.1976 генерал-майор.

## Герои дивизии
Герои Советского Союза.
- Буюклы, Антон Ефимович — командир пулемётного расчёта 165-го стрелкового полка, старший сержант, Герой Советского Союза. Звание присвоено 06.05.1965 посмертно, закрыл собой пулемётную амбразуру японского ДЗОТа.
- Светецкий, Григорий Григорьевич — командир стрелкового батальона 165-го стрелкового полка, капитан, Герой Советского Союза. Звание присвоено 8.09.1945, за прорыв Коттонского укреплённого района.
- Смирных, Леонид Владимирович — командир стрелкового батальона 179-го стрелкового полка, капитан, Герой Советского Союза. Звание присвоено 08.09.1945 посмертно, за взятие посёлка Котон. Убит в бою японским снайпером.
- Юдин, Сергей Тимофеевич ― командир роты 157-го стрелкового полка, старший лейтенант, Герой Советского Союза. Звание присвоено 8.09.1945, за прорыв Коттонского укреплённого района.